# アリエル・ドンバール

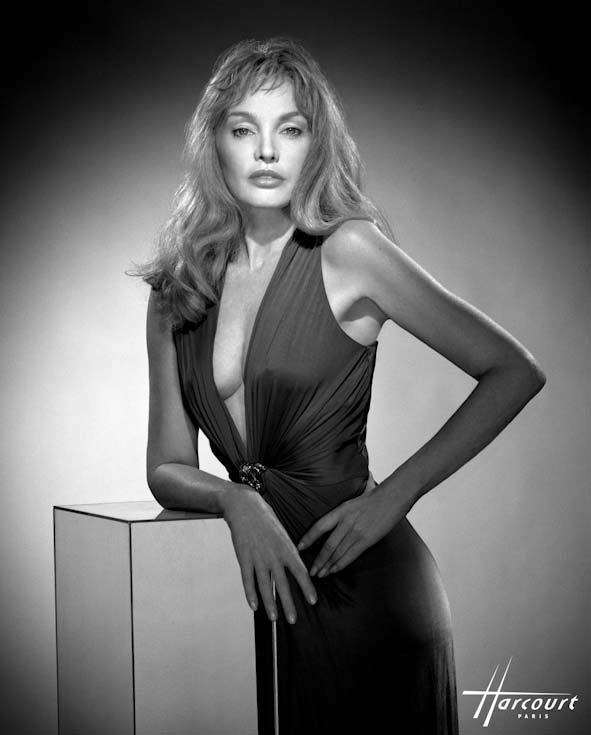
アリエル・ドンバール

アリエル・ドンバール（Arielle Dombasle,1953年4月27日 - ）は、アメリカ合衆国コネチカット州出身の女優・歌手。フランス語とスペイン語を流暢に話し、主にフランス映画で活躍している。『レディ･ブルー 愛欲』では、脚本、監督もこなす。その後もジャン・コクトーの『阿片』を原作とした映画やアーシア・アルジェントらが出演した映画で脚本・監督を務める。

## 略歴
絹織物の企業家Jean-Louis Melchior Sonnery de Fromentalを父に、Francion Garreau-Dombasleを母に、次女として生まれる。母方の祖父モーリス・ガロー＝ドンバールは、1943年から1946年までフランスの駐メキシコ特命全権大使を務めた人物で、シャルル・ド・ゴールと親しかった。母方の祖母ジェルメーヌ・マセットは作家であり、ラビンドラナート・タゴールの作品をフランス語に翻訳して紹介した人物である。祖母は、レイ・ブラッドベリ（長編『ハロウィーンがやってきた』をジェルメーヌ・マセットに捧げている）、ポール・クローデル、オクタビオ・パス、ルフィーノ・タマヨといった多くの芸術家たちと交友関係にあった。

母が若くして亡くなったため、母方の祖父母の元メキシコで育った。
1973年、アレハンドロ・ホドロフスキーの『ホーリー・マウンテン』に出演。
1976年、フランスへ渡り、コンセルヴァトワールで歌唱と踊りを学んだ。
エリック・ロメールの『海辺のポーリーヌ』などに出演して人気を博す。
1993年、フランス人哲学者・作家のベルナール＝アンリ・レヴィと結婚した。
1998年は、ウズベキスタン映画『Bo Ba Bu』に出演した。
2000年代は歌手活動が順調で、オペラとダンスミュージックをクロスオーバーさせた1作目のアルバムがヒットした。その後、自らのルーツでもあるラテン音楽にチャレンジした3作目のアルバムは世界的なヒットを記録した。近年はクラシックとラテンのアルバムを交互にリリースしている。
2007年、クレージー・ホース・キャバレーの舞台に立ちショーを公演。
レジオンドヌールを受章。

## 主な出演作品

### 映画
| 公開年 | 邦題 原題                                                                | 役名                     | 備考                                                |
| ------ | ------------------------------------------------------------------------ | ------------------------ | --------------------------------------------------- |
| 1978   | 聖杯伝説 Perceval le Gallois                                             | ブランシュフルール       | エリック・ロメール監督                              |
| 1979   | テス Tess                                                                | マーシー・チャント       | ロマン・ポランスキー監督                            |
| 1980   | 上海異人娼館 チャイナ・ドール Les fruits de la passion                   | ナタリー                 | 寺山修司監督                                        |
| 1982   | Chassé-croisé                                                            |                          | 監督・脚本・歌も                                    |
| 1982   | 美しき結婚 Le beau mariage                                               | クラリス                 | ロメール作品                                        |
| 1982   | Laissé inachevé à Tokyo                                                  | ソフィー                 | オリヴィエ・アサイヤス監督 短編                     |
| 1983   | 囚われの美女 La belle captive                                            | ヒステリックな女         | アラン・ロブ＝グリエ監督                            |
| 1983   | サン・ソレイユ Sans soleil                                               | 歌う女性                 | クリス・マルケル監督                                |
| 1983   | 海辺のポーリーヌ Pauline à la plage                                      | マリオン                 | ロメール作品                                        |
| 1984   | ベルタのモチーフ Los motivos de Berta                                    | 秘書                     | ホセ・ルイス・ゲリン監督                            |
| 1985   | ガーターベルトの夜 La nuit porte jarretelles                             |                          | ヴィルジニー・テヴネ監督                            |
| 1986   | ブロンドはお好き The Boss' Wife                                          | ルイーズ                 |                                                     |
| 1987   | エリザとエリック Jeux d'artifices                                        | アリエル                 | ヴィルジニー・テヴネ作品                            |
| 1988   | レディ・ブルー/愛欲 Les Pyramides bleues                                 | エリーズ                 | 監督・脚本も VHSスルー                              |
| 1989   | 禁断のつぼみ El sueño del mono loco                                      | マリオン                 |                                                     |
| 1989   | レプスキー危機一発/ロシア皇帝の秘宝 Try This One for Size                | マギー                   | ガイ・ハミルトン監督 VHSスルー                      |
| 1992   | 季節のはざまで Hors saison                                               | スチューダー夫人         | ダニエル・シュミット監督                            |
| 1992   | 不在 L'Absence                                                           |                          | ペーター・ハントケ監督 ドイツ文化センターで特別上映 |
| 1993   | 木と市長と文化会館/または七つの偶然 L'Arbre, le maire et la médiathèque  | ベレニス                 | ロメール作品                                        |
| 1994   | 僕は、パリに恋をする Un indien dans la ville                             | シャルロット             |                                                     |
| 1995   | 百一夜 Les Cent et une nuits de Simon Cinéma                             |                          | アニエス・ヴァルダ監督                              |
| 1995   | 恋の力学 Mécaniques célestes                                             | セレステ                 |                                                     |
| 1995   | Un bruit qui rend fou                                                    | サラ                     | ロブ＝グリエ作品                                    |
| 1996   | 三つの人生とたった一つの死 Trois vies et une seule mort                  | エレン                   | ラウル・ルイス監督 BS放映                           |
| 1997   | Le Jour et la Nuit                                                       | ロール                   | ベルナール＝アンリ・レヴィ監督                      |
| 1998   | 倦怠 L'ennui                                                             | ソフィー                 | セドリック・カーン監督 セザール賞助演女優賞候補     |
| 1999   | 見出された時 -「失われた時を求めて」より- Le Temps retrouvé              | ファルシー夫人           | ラウル・ルイス作品                                  |
| 2000   | 宮廷料理人ヴァテール Vatel                                               | コンデ公爵夫人           | ローランド・ジョフィ監督 歌も                       |
| 2001   | フューチャー・ゲーム G@mer                                               | ヴァレリー・フィッシャー |                                                     |
| 2002   | Deux                                                                     | バルベーズ教授           | ヴェルナー・シュレーター監督                        |
| 2006   | グラディーヴァ マラケシュの裸婦 Gradiva (C'est Gradiva qui vous appelle) | レイラ／グラディーヴァ   | ロブ＝グリエ作品 DVDスルー                          |
| 2008   | サガン -悲しみよ こんにちは- Sagan                                       | アストリッド             |                                                     |
| 2013   | Opium                                                                    | ムネーモシュネー         | 監督・脚本も                                        |

### テレビ
| 放映年 | 邦題 原題                                                                       | 役名                   | 備考                                                                                |
| ------ | ------------------------------------------------------------------------------- | ---------------------- | ----------------------------------------------------------------------------------- |
| 1979   | ハイルブロンのケートヒェン Catherine de Heilbronn                               | クニグンデ             | エリック・ロメール演出舞台の収録 「O公爵夫人」のカップリング作品としてDVD発売       |
| 1982   | モーツアルト Mozart                                                             | ナンシー               | テレビ・ミニシリーズ                                                                |
| 1984   | フィービー・ケイツのレース Lace                                                 | マキシーン             | テレビ映画                                                                          |
| 1985   | フィービー・ケイツの レース II Lace II                                          | マキシーン             | テレビ映画                                                                          |
| 1986   | 特捜刑事マイアミ・バイス Miami Vice                                             | キャリー・バセット     | シーズン2第12話「真夏のセクシーレディ!灼けた肌にひそむ魔性の罠!!」 Definitely Miami |
| 1986   | 愛と復讐のヒロイン Sins                                                         | ジャクリーヌ           | ミニシリーズ                                                                        |
| 1989   | 新80日間世界一周 Around the World in 80 Days                                    | リュセット             | ミニシリーズ                                                                        |
| 1995   | スピリット・オブ・ファイヤー/邪教都市 Raging Angels                             | メーガン               | TV映画 DVDスルー                                                                    |
| 1997   | デザート・オブ・ファイアー Deserto di fuoco                                     | マグダ                 | ミニシリーズ                                                                        |
| 1997   | 新・メグレ警視 Maigret                                                          | ミレーヌ・ターナー     | エピソード『美術商ミスター・オーエン』                                              |
| 2003   | La Belle et la toute petite Bête                                                | ラ・ベル               | ジェローム・サヴァリ演出ミュージカルのTV収録                                        |
| 2008   | ジャン＝ピエール・モッキー Presents ヒッチコック劇場 2007 Myster Mocky présente |                        | 第一話 湖の中 Dans le lac                                                           |
| 2009   | Myster Mocky présente                                                           |                        | La Cadillac                                                                         |
| 2011   | シャトーブリアンからの手紙 La Mer à l'aube                                      | シャルミーユ Charmille | テレビ映画 日本では劇場公開                                                         |

## 歌手活動（アルバム）
- 「Liberta」（2000）
- 「Extase」（2002）
- 「Amor Amor」（2004）
- 「C'est si bon」（2006）
- 「Glamour a mort」（2009）
- 「Diva Latina」（2011）
- 「ARIELLE DOMBASLE by ERA」（2013）